# Allium maackii
Allium maackii — вид рослин з родини амарилісових (Amaryllidaceae); поширений у північно-східному Китаї й Росії.

## Опис
Цибулина одиночна або скупчені, циліндрично-яйцювата, до 1.5 см завширшки; зовнішня оболонка жовтувато-коричнева. Листки лінійні, коротші від стеблини, 2–3 мм завширшки, плоскі, краї шершаво-зубчасті або гладкі. Стеблина 20–50 см, кругла в розрізі, зморшкувата, вкрита листовими піхвами на 1/4–1/3 довжини. Зонтик півсферичний або кулястий, багатоквітковий. Оцвітина трояндово-рожева; сегменти з пурпурними серединним жилками, довгасті чи довгасто-еліптичні, 4–5 × 1.5–2 мм, верхівка тупа. 2n = 32. Період цвітіння: червень.

## Поширення
Поширення: Китай — Хейлунцзян, Росія — Далекий Схід.
Населяє сухі схили та скелі.